# Erik Chisholm
Pour l’article homonyme, voir Chisholm.
Erik William Chisholm, né le 4 janvier 1904 à Glasgow et mort le 8 juin 1965 au Cap, en Afrique du Sud, est un compositeur, organiste, pianiste, musicologue et chef d'orchestre écossais.

## Biographie
Il a composé plus de 100 œuvres. Très influencé par la musique de Béla Bartók, il était surnommé « MacBartok ». 

## Discographie
- Concertos pour piano et orchestre, no 1 "Piobaireachd" & no 2 "Hinsdustani" : Danny Driver (piano) & BBC Scottish Symphony Orchestra, Rory Macdonald (direction d'orchestre) CD Hyperion 2012 - CDA 67880
- Concerto pour violon et orchestre ; "From the True Edge of the Great World" (Préludes pour orchestre) & Suite de danse pour orchestre et piano :  Matthew Trusler (violon) ; Danny Driver (piano) & BBC Scottish Symphony Orchestra, Martyn Brabbins (direction d'orchestre)  CD Hyperion 2017 - CDA 68208

## Œuvres orchestrales
Symphonies
- Symphonie no 1 en do mineur
- Symphonie no 2 (1939)

Autres
- Adventures of Babar
- A Celtic Wonder Tale
- Ceol Mor Dances : version pour orchestre
- Chaconne (1922)
- Dance Suite (1932)
- Dunedin Suite (pour cordes)
- The Enchanted Forest: Prelude for Orchestra
- The Freiris of Berwick
- From The True Edge Of The Great World: Preludes for Orchestra
- From The Western Isles (1939) (pour cordes)
- Hebridia: Orchestral Suite Part 1
- March
- Pictures From Dante (1948)
- Prelude in G
- Rhapsody
- Six Celestial Pieces : No 1 - Sirius
- Straloch Suite (1933)
- Straloch Suite for Strings
- Sword Dance
- Deux pièces pour orchestre à cordes (1929)
- A Woodland Tale

Œuvres concertantes
- Concerto pour piano no 1 Piobaireachd (1937)
- Concerto pour piano no 2 On Hindustani Themes (1948–1949)
- Cantos Gitanos, pour piano et orchestre
- Concerto pour violon et orchestre (1950)

Ouvrage
- The Operas of Leoš Janáček  (ISBN 0-08-012854-8).

## Source
- (en) Cet article est partiellement ou en totalité issu de l’article de Wikipédia en anglais intitulé « Erik Chisholm » (voir la liste des auteurs).